# Olympic Valley, California
Olympic Valley (có nghĩa "Thung lũng Thế vận hội"; còn được biết đến là Squaw Valley) là một khu vực chưa hợp nhất thuộc Quận Placer tây bắc Thành phố Tahoe bên Quốc lộ California 89 bên bờ Sông Truckee gần Hồ Tahoe. Đây là nơi tọa lạc của Squaw Valley Ski Resort, nơi diễn ra Thế vận hội Mùa đông 1960. Olympic Valley là khu nghỉ dưỡng nhỏ nhất tổ chức Thế vận hội Mùa đông.